# Augurbuizerd
De augurbuizerd (Buteo augur) is een roofvogel uit de familie van de Accipitridae.

## Verspreiding en leefgebied
Er zijn twee ondersoorten:
- B. augur archeri: Berggebieden in het noorden van Somalië
- B. augur augur: Berggebieden in Ethiopië en het noorden van Somalië tot in Zimbabwe, Midden-Angola en Midden-Namibië

## Status
De grootte van de populatie wordt geschat op een miljoen volwassen vogels. Op de Rode lijst van de IUCN heeft deze soort de status niet bedreigd.